# Kreka
Kreka je naselje, predgrađe grada Tuzle, koja se nalazi istočno.

## Zemljopis
Nalazi se južno od rijeke Jale. S druge strane rijeke su Suljetovići, Solana, Moluhe i Irac. S istoka prema jugu su Crvene njive, Krojčica, Kužići i Miladije. Poslovna zona Kreka i željeznička postaja Kreka su zapadno od Miladija, pokraj Vilušića. 

## Uprava
Mjesna je zajednica općine Tuzle. Spada u urbano područje općine Tuzle. U njoj je 31. prosinca 2006. godine prema statističkim procjenama živjelo 6.120 stanovnika u 2.065 domaćinstava.

## Povijest
Kreka je u prošlosti bila prostorno veća od Tuzle. Imala je dvije željezničke postaje. Bila je lijepo i uređeno naselje kolonista. Imala je cvijetnjake, vrtove, razvijeni šport, bogatu kulturu i zabavu i za Kreku se znalo više nego za susjednu Tuzlu.
Mještani Kreke bili su pokapani na husinskom groblju Svih Svetih.
Dolaskom Austro-Ugarske došla je zbog potreba industrijalizacije i povratka zapadne civilizacije koje je donijela sa sobom potreba za stručnim radnicima. Razvilo se rudarstvo i industrija. Doselili su iz drugih dijelova Austro-Ugarske Talijani, Slovenci, Rusi, Česi, Slovaci, Austrijanci, Židovi, Mađari, Nijemci, Ukrajinci i drugi. Donijeli su svoje običaje i kulturu. U Tuzli su doseljenici bili 32% stanovništva, a najviše u Kreki gdje je živjelo 27 nacija. Zapadna kršćanska civilizacija napravila je od ovog kraja simbol zajedništva i ljudske tolerancije. Isticala se Kreka koja je sve do 1930-ih bila glavni pokazivač napretka, kulturnog, društvenog, športskog u najširem smislu te riječi.
Iz Rudnika Kreka prvi su tereti ugljena iskopani 22. rujna 1884. godine,na dnevnom kopu izdanku glavnog sloja na lijevoj obali potoka Kreke. Rudnik je isprva radio kao dio Solane u Simin Hanu, za čije je potrebe vađen ugljen. Već sljedeće godine rudnik se osamostalio. Poslije je otvoreno novo okno, Vilma, a potom se otvorio južni revir Krojčica. U svezi s rudnikom je razvitak prometne mreže. Vlak Doboj - Simin Han krenuo je 1886. godine.
Godine 1897. godine napravljena je Narodna osnovna škola. 1959. godine, u Titovoj Jugoslaviji ponijela je ime Franje Rezača. 1901. otvorena je solana. Ta je solana poslije zatvorena, a na 100. obljetnicu otvaranja prve Solane u Simin Hanu, Solana Kreka je pretvorena u Muzej solarstva.
Električna centrala u Kreki izgrađena je i dana u uporabu 18. srpnja 1906. godine.
Kreka je 1913. godine imala Puhački orkestar, poslije Limenu glazbu, vatrogasnu postrojbu i postrojbu za intervencije. Tijekom 1920. godine KPJ je vrlo aktivno djelovala među rudarima Kreke - svake nedjelje rudari su održavali svoje zborove u Radničkom domu u Kreki, na kojima su raspravljali o svom položaju.
U Kreki je bila tvornica špirita u većinskom vlasništvu inozemnog kapitala i koksna peć.
Godine 1943. su prvi početci stolnog tenisa u Tuzli, a 1945. prvi javni nastup u Tuzli održan je 1945., kad se i u Kreki se počinje s igranjem stolnog tenisa. Naslove momčadskih prvaka osvojila je 1996. godine.
Poslije Drugog svjetskog rata razvio se cestovni promet. Posljedica je pogona za prijevoz radnika, 1957. godine. Kreka je odigrala važnu ulogu prebrođivanja krize u tuzlanskom kraju. Kriznih 1970-ih godina, izgradila je više tvornica kao što su tvornica obuće "Aida", "Siporeks" itd.

## Kultura
Muzej solarstva

## Gospodarstvo
Poslovna zona Kreka.
Tvornica i rafinerija špirita i ugljične kiseline (Špiritana), jedno od najstarijih poduzeća u BiH.
Rudnici lignita leže na krekanskoj sinklinali.

## Šport
Prije nego što je sagrađen stadion Tušanj, tuzlanska Sloboda igrala je utakmice na stadionu Proletera (prije Rudara) iz Kreke. Česte su bile navijačke nesuglasice na relacijama između Slobode i Proletera iz Kreke. Nesuglasicama je došao kraj spajanjem ova dva kluba u jedan 1956. godine.
Jedini športski objekt trenutno je stolnoteniski dom Stens za čiju se izgradnju izborio Josip Brumec. Nositelj športskog života je bio DTV Partizan, čija zgrada je danas u ruševnom stanju.
STK Kreka, čiji je najveći uspjeh ostvarila 1996. godine kad je osvojila sve naslove ekipnih prvaka BiH i u muškoj i ženskoj konkurenciji. Klub se danas natječe u premijer ligi Bosne i Hercegovine, ima prvake u mladim kategorijama i bh. kadetske i juniorske reprezentativce.

## Poznate osobe
Poznati Krečani su Josip Brumec, Oto Stuhli i Džemo Arnautović.